# Норум, Джон
Джон Терри Норум (англ. John Terry Norum; 23 февраля 1964, Вардё, Норвегия) — норвежско-шведский хард-рок-музыкант, композитор и один из основателей шведской группы Europe. В то время как он сотрудничал с группой Europe, он также начал заниматься сольной карьерой. В течение своей карьеры Норум играл с Эдди Медузой, Dokken, Доном Доккеном, также сотрудничал с Гленом Хьюзом.

## Карьера
За свою музыкальную карьеру Норум играл с такими известными группами, как Eddie Meduza & The Roaring Cadillacs, Dokken и Don Dokken's solo band. Он также сотрудничал с другими известными исполнителями в своих сольных альбомах, среди которых можно выделить Гленна Хьюза, Келли Килинга, Питера Балтеса, Саймона Райта и Йорана Эдмана. На его творчество повлияли Гэри Мур, Майкл Шенкер, Фрэнк Марино, Джон Сайкс и Ричи Блэкмор.
В 1978 году Джон Норум основал группу под названием «Force», которая впоследствии стала известна как «Europe». В состав группы вошёл вокалист Джоуи Темпест.
В 1982 году «Europe» приняла участие в шведском рок-чемпионате «Rock Sm», который транслировался по телевидению. По итогам этого соревнования Джон Норум был удостоен звания лучшего гитариста, а Джоуи Темпест — лучшего вокалиста. Главным призом для «Europe» стала запись студийного альбома на небольшом шведском лейбле.
Альбом Europe увидел свет в феврале 1983 года и стал настоящим хитом как на родине группы, так и в Японии. В феврале 1984 года был выпущен следующий альбом под названием "Wings of Tomorrow". С этого момента группа начала стремительно набирать популярность на шведской сцене, активно гастролируя по всей стране и получая признание за рубежом, особенно в Японии. В 1985 году группа подписала контракт с Epic Records и в конце того же года записала альбом «The Final Countdown». Релиз состоялся в мае 1986 года, и альбом быстро завоевал популярность в европейских странах, Японии и США. Однако ещё до начала тура между гитаристом Норумом и менеджером группы Томасом Эрдтманом начали возникать разногласия. В октябре 1986 года Норум принял решение покинуть группу. 
После ухода Норум заключил сольный контракт с европейским лейблом на запись трех студийных альбомов. Его дебютный альбом «Total Control» вышел в октябре 1987 года. Норум сам исполнил почти все песни на альбоме, а Йоран Эдман принял участие в записи трёх других композиций. Альбом имел огромный успех в Швеции, заняв четвертое место в чартах и получив платиновый статус. Сингл «Let Me Love You» также поднялся на четвертое место в шведских чартах, а баллада «Back on the Streets» заняла 34-е место в Billboard US Rock. В 1988 году Норум выиграла все музыкальные премии года в своей стране. Группа отправилась в турне по Швеции, а их последнее шоу состоялось в конце 1988 года в Hammersmith Odeon в Лондоне, Англия. 
Талант Норума, который проявился в его альбомах с группой «Европа» и в его первом сольном альбоме, привлёк внимание Дона Доккена, вокалиста американской группы Dokken, которая распалась в 1988 году. Норум был приглашён для записи альбома «Up from the Ashes», который вышел как первый сольный альбом Дона Доккена в 1990 году, а в 1991 году они отправились в турне. В 1990 году Норум выпустили мини-EP live, записанный в 1988 году, Live in Stockholm.
В 1992 году был выпущен альбом Face the Truth. Альбом был проектом с бывшим вокалистом Deep Purple Гленном Хьюзом, причём Хьюз исполнял практически все песни. В записи альбома также принимал участие Джоуи Темпест.
В 1995 году вышел альбом «Another Destination», который стал последним релизом музыканта на Epic Records. В поддержку альбома он отправился в турне по Швеции с новой вокалисткой Келли Килинг, которая также исполнила несколько песен на этом диске. 
В 1996 году Джон присоединился к хард-рок группе UFO в качестве гитариста. В том же году он покинул эту группу.
В декабре 1996 года был выпущен ещё один альбом под названием «Worlds Away», в котором снова можно услышать пение Килинга. Этот альбом был записан уже в новой звукозаписывающей компании — Mascot Records. В следующем году было записано шоу в Японии (с новым вокалистом, Лейфом Сундином), которое было выпущено как альбом Face It Live. В конце 1997 года Джон Норум выступил с группой Dokken на 15 концертах в Соединённых Штатах. Он заменил Джорджа Линча, который в очередной раз покинул коллектив.
В 1999 году Норум выпустил свой последний сольный альбом перед возвращением в Европу под названием «Slipped into Tomorrow». Он отправился в турне по Скандинавии с гитаристом Thin Lizzy Брайаном Робертсоном, исполнявшим песни этой группы.
На рубеже тысячелетий Норум принял участие в первом концерте Европы для шведского телевидения, снова сыграв с группой после 14 лет отсутствия. В том же году он снова присоединился к группе, на этот раз в Hard Rock Cafe в Стокгольме, чтобы сыграть «Rock the Night».
В 2001 году Норум присоединился к Dokken в качестве официального участника. В 2001 году они отправились в турне по Соединённым Штатам, а в 2002-м выпустили альбом «Long Way Home». Во время турне по Европе, недовольный темпераментом Дона Доккена, он решил покинуть группу. В 2003 году Europe официально объявили о возвращении классического состава из пяти участников. Норум, не появлявшийся в группе на протяжении 17 лет, официально присоединился к коллективу. Он отклонил предложение UFO, прежде чем вернуться в Европу. Норум уже отказывался от предложения UFO в 1996 году, а Майкл Шенкер, который ушёл, узнав о предложении Норуму, вернулся в группу.
С 2004 года Europe выпустили ещё шесть студийных альбомов. Норум также выпустил два сольных альбома: «Optimus» в 2005 году и «Play Yard Blues» в 2010 году, спев в обоих альбомах. В сентябре 2009 года у Europe выходит очередной альбом под названием «Last Look At Eden». Его последний сольный альбом «Gone to Stay» был выпущен в 2022 году.

## Личная жизнь
Норум начал свою музыкальную карьеру в Швеции, но затем несколько лет жил в Соединённых Штатах. В 1995 году он встретил и женился на Мишель Мелдрум, основательнице и соло-гитаристке женской хард-рок-группы Phantom Blue и шведской метал-группы Meldrum. У пары родился сын Джейк Томас 22 сентября 2004 года, которому Джон посвятил песню на своём втором альбоме после воссоединения, получившем название «Secret Society». 21 мая 2008 года Мишель умерла от кистозного разрастания в мозге.  
16 апреля 2012 года у него и его шведской невесты Камиллы Уоландер родился ещё один сын — Джим Генри. Также у пары есть дочь Селин Маргарета, которая появилась на свет 28 июля 2014 года.  
Норум — старший брат певицы Тон Норум. Его отчим, Томас Уитт, был музыкальным продюсером, исполнительным директором Columbia Records и барабанщиком группы Eddie Meduza. 

## Оборудование
- Гитары Gibson Les Paul и Flying V
- Усилители Marshall «Silver Jubilee Series» и JCM 800 (работают одновременно)
- Marshall '72 4x12 Cabinets с Celestion Greenbacks
- Педаль Dunlop Crybaby Jimi Hendrix Wah
- Педаль MXR Stereo Chorus
- Педаль Boss Digital Delay

Его гитара проходит через Wah к хоровой педали, откуда отдельными выходами подключается к 2 усилителям, с задержкой связывая эффекты петли JCM 800.  Архивная копия от 25 января 2011 на Wayback Machine

## Дискография
Eddie Meduza & the Roaring Cadillacs
- Eddie Meduza & the Roaring Cadillacs (1979)
- The Eddie Meduza Rock 'n' Roll Show (1979)
- Dåren É Lös! — The Roaring Cadillac’s Live (1983)
- West a Fool Away (1984)

Europe
- Europe (1983)
- Wings of Tomorrow (1984)
- The Final Countdown (1986)
- Start from the Dark (2004)
- Secret Society (2006)
- Last Look at Eden (2009)
- Bag of Bones (2012)
- War of Kings (2015)

Как солист 
- Total Control (1987)
- Face the Truth (1992)
- Another Destination (1995)
- Worlds Away (1996)
- Slipped into Tomorrow (1999)
- Optimus (2005)
- Play Yard Blues (2010)

Don Dokken
- Up from the Ashes (1990)

Dokken 
- Long Way Home (2002)

## Фильмография
- На свободе (1985)
- Парень со странностями (1990)